# 奥村夏未
奥村 夏未（おくむら なつみ、1992年9月14日 - ）は、キリンプロに所属していた日本のタレント、元子役。
2006年度の日本タレント名鑑には、出身地は千葉県と記されている。また、身長は159cm（所属事務所公式プロフィールには157cmと記載）、血液型はB型とも記されている。
「仮面ライダーカブト」以降の芸能活動は確認されず、既に引退したとみられる。

## 出演

### CM
- デミオ（2003年、マツダ） - デビュー作[1]
- ミツカン酢 まいてまき篇（2003年、ミツカン）
- えんぴつLamina 街頭インタビュー篇（2003年、TOMY）
- 進研ゼミ小学講座 それぞれのコース篇（2004年[1][2][注釈 1]、ベネッセコーポレーション）
- BE-GO（2004年、ベネッセコーポレーション）
- ドコモ夏祭り カタまる家族篇（2005年、NTTドコモ東海）
- 人生ゲーム（2005年、タカラ）
- ヘアコンタクト（2006年、プロピア）
- PlayStation 3 デジカメ篇（2006年、ソニー・コンピュータエンタテインメント）

### ビデオパッケージ
- ユニバーサルデザイン（2004年、住友林業）
- 講談社スーパーキャラクターフェスティバル2004（2004年、講談社） - バンダイブース 棋神歩々 役
- SIGLA（2004年）
- 東芝（2004年）[注釈 2]

### オリジナルビデオ
- ゾンビ屋れい子 vol.1（2004年[注釈 1]、エスエイチエンタテインメント/ビーエムドットスリー） - 川田奈々 役

### 舞台
- あの晩、星が教えてくれた（2004年、シアターVアカサカ[3]） - 青山椛 役
- ソラリスの謎（2005年） - ナナ/青木千里 役

### 映画
- 特捜戦隊デカレンジャー THE MOVIE フルブラスト・アクション（2004年、東映）
- 愛・地球博 三井・東芝館 スペースチャイルドアドベンチャー〜グランオデッセイ〜（2005年、三井/東芝）
- 楳図かずお恐怖劇場 ねがい（2005年、松竹） - 浦野智子 役
- 劇場版 仮面ライダーカブト GOD SPEED LOVE（2006年、東映） - 天道樹花 役

### テレビ番組
- アート探検隊 世界で一番キレイなもの（2004年、NHK）

### テレビドラマ
- 新キッズ・ウォー（2005年、中部日本放送） - 小島リナ 役
- 仮面ライダーカブト（2006年 - 2007年、テレビ朝日） - 天道樹花 役
- 魔弾戦記リュウケンドー 第23話・第24話（2006年、テレビ愛知） - エンジェラ 役

## 作品

### 写真集
- 西島来美 奥村夏未 遠藤珠美 Happy Island（2003年、心交社、ISBN 4-88302-925-5）

### イメージビデオ
- 西島来美 奥村夏未 遠藤珠美 Smile Message（2003年、心交社、品番：SCDV-10032）
- 奥村夏未 12歳（2005年、クララピクチャーズ/日本メディアサプライ、品番：CLR-4012）